# Seznam přídatných látek
Tento seznam obsahuje přídatné látky používané v potravinářství. Používání některých látek z tohoto seznamu může být v některých státech zakázáno.
| Číslo       | Názvy |
| ----------- | --- |
| E 100       | kurkumin |
| E 101       | riboflavin, riboflavin-5'-fosfát                                                                                 |
| E 102       | tartrazin |
| E 104       | chinolinová žluť                                                                                                 |
| E 110       | žluť SY |
| E 120       | košenila, kyselina karmínová, karmíny                                                                            |
| E 122       | azorubin |
| E 123       | amarant |
| E 124       | ponceau 4R |
| E 127       | erythrosin |
| E 128       | červeň 2G |
| E 129       | červeň Allura AC                                                                                                 |
| E 131       | patentní modř V                                                                                                  |
| E 132       | indigotin |
| E 133       | brilantní modř                                                                                                   |
| E 140       | chlorofyly a chlorofyliny                                                                                        |
| E 141       | měďnaté komplexy chlorofylů a chlorofylinů                                                                       |
| E 142       | zeleň S |
| E 150a      | karamel |
| E 150b      | kaustický sulfitový karamel                                                                                      |
| E 150c      | amoniakový karamel                                                                                               |
| E 150d      | amoniak-sulfitový karamel                                                                                        |
| E 151       | čerň BN |
| E 153       | medicinální uhlí (z rostlinné suroviny)                                                                          |
| E 154       | hněď FK |
| E 155       | hněď HT |
| E 160a      | karoteny |
| E 160b      | annato, bixin, norbixin                                                                                          |
| E 160c      | paprikový extrakt, kapsanthin, kapsorubin                                                                        |
| E 160d      | lykopen |
| E 160e      | beta-apo-8'-karotenal                                                                                            |
| E 160f      | ethylester kyseliny beta-apo-8'-karotenové                                                                       |
| E 161b      | lutein |
| E 161c      | kryptoxantin |
| E 161d      | rubixantin |
| E 161e      | violoxantin |
| E 161f      | rhodoxantin |
| E 161g      | kanthaxanthin |
| E 162       | betalainová červeň, betanin                                                                                      |
| E 163       | anthokyany |
| E 170       | uhličitany vápenaté – uhličitan vápenatý, hydrogenuhličitan vápenatý                                             |
| E 171       | oxid titaničitý (titanová běloba)                                                                                |
| E 172       | oxidy a hydroxidy železa                                                                                         |
| E 173       | hliník (v podobě pigmentu)                                                                                       |
| E 174       | stříbro (v podobě pigmentu)                                                                                      |
| E 175       | zlato (v podobě pigmentu)                                                                                        |
| E 180       | litholrubin BK                                                                                                   |
| E 200       | kyselina sorbová                                                                                                 |
| E 202       | sorbát draselný                                                                                                  |
| E 203       | sorbát vápenatý                                                                                                  |
| E 210       | kyselina benzoová                                                                                                |
| E 211       | benzoát sodný |
| E 212       | benzoát draselný                                                                                                 |
| E 213       | benzoát vápenatý                                                                                                 |
| E 214       | ethylparahydroxybenzoát                                                                                          |
| E 215       | ethylparahydroxybenzoát sodná sůl                                                                                |
| E 216       | propylparahydroxybenzoát                                                                                         |
| E 217       | propylparahydroxybenzoát sodná sůl                                                                               |
| E 218       | metylparaben |
| E 219       | methylparahydroxybenzoát sodná sůl                                                                               |
| E 220       | oxid siřičitý |
| E 221       | siřičitan sodný                                                                                                  |
| E 222       | hydrogensiřičitan sodný                                                                                          |
| E 223       | disiřičitan sodný                                                                                                |
| E 224       | disiřičitan draselný                                                                                             |
| E 226       | siřičitan vápenatý                                                                                               |
| E 227       | hydrogensiřičitan vápenatý                                                                                       |
| E 228       | hydrogensiřičitan draselný                                                                                       |
| E 230       | bifenyl |
| E 231       | 2-fenylfenol |
| E 232       | orthofenylfenolát sodný                                                                                          |
| E 234       | nisin |
| E 235       | natamycin |
| E 236       | kyselina mravenčí                                                                                                |
| E 239       | urotropin |
| E 240       | formaldehyd |
| E 242       | dimethyldikarbonát                                                                                               |
| E 249       | dusitan draselný                                                                                                 |
| E 250       | dusitan sodný |
| E 251       | dusičnan sodný                                                                                                   |
| E 252       | dusičnan draselný                                                                                                |
| E 260       | kyselina octová                                                                                                  |
| E 261       | octan draselný                                                                                                   |
| E 262       | octany sodné – octan sodný, hydrogenoctan sodný (diacetát sodný)                                                 |
| E 263       | octan vápenatý                                                                                                   |
| E 270       | kyselina mléčná                                                                                                  |
| E 280       | kyselina propionová                                                                                              |
| E 281       | propionát sodný                                                                                                  |
| E 282       | propionát vápenatý                                                                                               |
| E 283       | propionát draselný                                                                                               |
| E 284       | kyselina boritá                                                                                                  |
| E 285       | tetraboritan sodný                                                                                               |
| E 290       | oxid uhličitý |
| E 296       | kyselina jablečná                                                                                                |
| E 297       | kyselina fumarová                                                                                                |
| E 300       | kyselina askorbová                                                                                               |
| E 301       | askorbát sodný                                                                                                   |
| E 302       | askorbát vápenatý                                                                                                |
| E 304       | estery kyselin askorbové kyseliny – askorbylpalmitát, askorbylstearát                                            |
| E 306       | přírodní extrakt s vysokým obsahem tokoferolů                                                                    |
| E 307       | alfa-tokoferol                                                                                                   |
| E 308       | gama-tokoferol                                                                                                   |
| E 309       | delta-tokoferol                                                                                                  |
| E 310       | propylgallát |
| E 311       | oktylgallát |
| E 312       | dodecylgallát |
| E 315       | kyselina erythorbová                                                                                             |
| E 316       | erythorban sodný                                                                                                 |
| E 320       | butylhydroxyanisol (BHA)                                                                                         |
| E 321       | butylhydroxytoluen (BHT)                                                                                         |
| E 322       | lecitiny |
| E 325       | mléčnan sodný |
| E 326       | mléčnan draselný                                                                                                 |
| E 327       | mléčnan vápenatý                                                                                                 |
| E 330       | kyselina citronová                                                                                               |
| E 331       | citráty sodné – dihydrogencitronan sodný, hydrogencitronan sodný, citronan sodný                                 |
| E 332       | citráty draselné – dihydrogencitronan draselný, citronan draselný                                                |
| E 333       | citráty vápenaté – dihydrogencitronan vápenatý, hydrogencitronan vápenatý, citronan vápenatý                     |
| E 334       | kyselina vinná                                                                                                   |
| E 335       | vinany sodné – hydrogenvinan sodný, vinan sodný                                                                  |
| E 336       | vinany draselné – hydrogenvinan draselný, vinan draselný                                                         |
| E 337       | vinan sodno-draselný                                                                                             |
| E 338       | kyselina fosforečná                                                                                              |
| E 339       | fosforečnany sodné – dihydrogenfosforečnan sodný, hydrogenfosforečnan sodný, fosforečnan sodný                   |
| E 340       | fosforečnany draselné – dihydrogenfosforečnan draselný, hydrogenfosforečnan draselný, fosforečnan draselný       |
| E 341       | fosforečnany vápenaté – hydrogenfosforečnan vápenatý, dihydrogenfosforečnan vápenatý, fosforečnan vápenatý       |
| E 342       | fosforečnany amonné – hydrogenfosforečnan amonný, dihydrogenfosforečnan amonný, fosforečnan amonný               |
| E 343       | fosforečnany hořečnaté – dihydrogenfosforečnan hořečnatý, hydrogenfosforečnan hořečnatý                          |
| E 350       | jablečnany sodné – jablečnan sodný, hydrogenjablečnan sodný                                                      |
| E 351       | jablečnan draselný                                                                                               |
| E 352       | jablečnany vápenaté – jablečnan vápenatý, hydrogenjablečnan vápenatý                                             |
| E 353       | kyselina metavinná                                                                                               |
| E 354       | vinan vápenatý                                                                                                   |
| E 355       | kyselina adipová                                                                                                 |
| E 356       | adipát sodný |
| E 357       | adipát draselný                                                                                                  |
| E 363       | kyselina jantarová                                                                                               |
| E 380       | citrát amonný |
| E 385       | disodno-vápenatá sůl kyseliny ethylendiamintetraoctové                                                           |
| E 400       | kyselina alginová                                                                                                |
| E 401       | alginát sodný |
| E 402       | alginát draselný                                                                                                 |
| E 403       | alginát amonný                                                                                                   |
| E 404       | alginát vápenatý                                                                                                 |
| E 405       | propan-1,2-diol-alginát                                                                                          |
| E 406       | agar |
| E 407       | karagenan |
| E 407a      | guma Euchema |
| E 410       | karubin |
| E 412       | guma guar |
| E 413       | tragant |
| E 414       | arabská guma |
| E 415       | xanthan |
| E 416       | guma karaya |
| E 417       | guma tara |
| E 418       | guma gellan |
| E 420       | sorbitol |
| E 421       | mannitol |
| E 422       | glycerol |
| E 425       | konjak |
| E 430       | polyoxyethylenstearát                                                                                            |
| E 431       | polyoxyethylenmonostearát                                                                                        |
| E 432       | polyoxyethylensorbitanmonolaurát                                                                                 |
| E 433       | polyoxyethylensorbitanmonooleát                                                                                  |
| E 434       | polyoxyethylensorbitanmonopalmitát                                                                               |
| E 435       | polyoxyethylensorbitanmonostearát                                                                                |
| E 436       | polyoxyethylensorbitantristearát                                                                                 |
| E 440       | pektiny – pektin, amidovaný pektin                                                                               |
| E 441       | želatina |
| E 442       | amonné soli fosfatidových kyselin                                                                                |
| E 444       | acetát isobutyrátsacharosy                                                                                       |
| E 445       | glycerolester borovicové pryskyřice                                                                              |
| E 450       | difosforečnany                                                                                                   |
| E 450 (i)   | dihydrogendifosforečnan sodný                                                                                    |
| E 450 (ii)  | monohydrogendifosforečnan sodný                                                                                  |
| E 450 (iii) | difosforečnan sodný                                                                                              |
| E 450 (iv)  | dihydrogendifosforečnan raselný                                                                                  |
| E 450 (v)   | difosforečnan draselný                                                                                           |
| E 450 (vi)  | difosforečnan vápenatý (dříve E 540)                                                                             |
| E 450 (vii) | dihydrogendifosforečnan vápenatý                                                                                 |
| E 451       | trifosforečnany                                                                                                  |
| E 452       | polyfosforečnany                                                                                                 |
| E 459       | beta-cyklodextrin                                                                                                |
| E 460       | celulosy – mikrokrystalická celulosa, prášková celulosa                                                          |
| E 461       | methylcelulóza                                                                                                   |
| E 462       | ethylcelulóza |
| E 463       | hydroxypropylcelulóza                                                                                            |
| E 464       | hydroxypropylmethylcelulóza                                                                                      |
| E 465       | ethylmethylcelulóza                                                                                              |
| E 466       | karboxymethylcelulóza                                                                                            |
| E 468       | zesíťovaná sodná sůl karboxymethylcelulózy                                                                       |
| E 469       | enzymově hydrolyzovaná karboxymethylcelulóza                                                                     |
| E 470a      | soli (sodné, draselné a vápenaté) mastných kyselin z jedlých tuků                                                |
| E 470b      | hořečnaté soli mastných kyselin z jedlých tuků                                                                   |
| E 471       | mono- a diglyceridy mastných kyselin z jedlých tuků                                                              |
| E 472a      | estery mono- a diglyceridů mastných kyselin s kyselinou octovou                                                  |
| E 472b      | estery mono- a diglyceridů mastných kyselin s kyselinou mléčnou                                                  |
| E 472c      | estery mono- a diglyceridů mastných kyselin s kyselinou citrónovou                                               |
| E 472d      | estery mono- a diglyceridů mastných kyselin s kyselinou vinnou                                                   |
| E 472e      | estery mono- a diglyceridů mastných kyselin s kyselinou mono- a diacetylvinnou                                   |
| E 472f      | směsné estery mono- a diglyceridů mastných kyselin s kyselinami octovou a vinnou                                 |
| E 472a      | směsné estery mono- a diglyceridů mastných kyselin s kyselinami octovou a vinnou                                 |
| E 473       | estery sacharózy s mastnými kyselinami                                                                           |
| E 474       | cukroglyceridy                                                                                                   |
| E 475       | estery polyglycerolu s mastnými kyselinami                                                                       |
| E 476       | polyglycerolpolyricinoleát                                                                                       |
| E 477       | estery propan-1,2-diolu s mastnými kyselinami                                                                    |
| E 478       | laktylované estery glycerolu a propandiolu                                                                       |
| E 479b      | směsný produkt intrakce tepelně oxidovaného sojového oleje s mono- a diglyceridy mastných kyselin z jedlých tuků |
| E 481       | stearoyl-2-laktylát sodný                                                                                        |
| E 482       | stearoyl-2-laktylát vápenatý                                                                                     |
| E 483       | stearyltartarát                                                                                                  |
| E 491       | sorbitanmonostearát                                                                                              |
| E 492       | sorbitantristearát                                                                                               |
| E 493       | sorbitanmonolaurát                                                                                               |
| E 494       | sorbitanmonooleát                                                                                                |
| E 495       | sorbitanmonopalmitát                                                                                             |
| E 500       | uhličitany sodné – uhličitan sodný, hydrogenuhličitan sodný, seskvikarbonát sodný                                |
| E 501       | uhličitany draselné – uhličitan draselný, hydrogenuhličitan draselný                                             |
| E 503       | uhličitany amonné – uhličitan amonný, hydrogenuhličitan amonný                                                   |
| E 504       | uhličitany hořečnaté – uhličitan hořečnatý, hydrogenuhličitan hořečnatý                                          |
| E 507       | kyselina chlorovodíková                                                                                          |
| E 508       | chlorid draselný                                                                                                 |
| E 509       | chlorid vápenatý                                                                                                 |
| E 510       | chlorid amonný                                                                                                   |
| E 511       | chlorid hořečnatý                                                                                                |
| E 512       | chlorid cínatý                                                                                                   |
| E 513       | kyselina sírová                                                                                                  |
| E 514       | sírany sodné – síran sodný, hydrogensíran sodný                                                                  |
| E 515       | sírany draselné – síran draselný, hydrogensíran draselný                                                         |
| E 516       | síran vápenatý                                                                                                   |
| E 517       | síran amonný |
| E 518       | síran hořečnatý                                                                                                  |
| E 520       | síran hlinitý |
| E 521       | síran sodno-hlinitý                                                                                              |
| E 522       | síran draselno-hlinitý                                                                                           |
| E 523       | síran amonno-hlinitý                                                                                             |
| E 524       | hydroxid sodný                                                                                                   |
| E 525       | hydroxid draselný                                                                                                |
| E 526       | hydroxid vápenatý                                                                                                |
| E 527       | hydroxid amonný                                                                                                  |
| E 528       | hydroxid hořečnatý                                                                                               |
| E 529       | oxid vápenatý |
| E 530       | oxid hořečnatý                                                                                                   |
| E 535       | hexakyanoželeznatan sodný (ferrokyanid sodný)                                                                    |
| E 536       | hexakyanoželeznatan draselný (ferrokyanid draselný)                                                              |
| E 538       | hexakyanoželeznatan vápenatý (ferrokyanid vápenatý)                                                              |
| E 540       | přečíslováno na E 450 (vi)t                                                                                      |
| E 541       | hydrogenfosforečnan sodno-hlinitý                                                                                |
| E 542       | jedlá kostní moučka                                                                                              |
| E 551       | oxid křemičitý                                                                                                   |
| E 552       | křemičitan vápenatý                                                                                              |
| E 553a      | křemičitany hořečnaté – křemičitan hořečnatý, trisilikát hořečnatý                                               |
| E 553b      | talek (mastek)                                                                                                   |
| E 554       | křemičitan sodno-hlinitý                                                                                         |
| E 555       | křemičitan draselno-hlinitý                                                                                      |
| E 556       | křemičitan vápenato-hlinitý                                                                                      |
| E 558       | bentonit |
| E 559       | křemičitan hlinitý (kaolin)                                                                                      |
| E 570       | mastné kyseliny (z jedlých tuků)                                                                                 |
| E 572       | Stearan hořečnatý                                                                                                |
| E 574       | kyselina glukonová                                                                                               |
| E 575       | glukono-delta-lakton                                                                                             |
| E 576       | glukonát sodný                                                                                                   |
| E 577       | glukonát draselný                                                                                                |
| E 578       | glukonát vápenatý                                                                                                |
| E 579       | glukonát železnatý                                                                                               |
| E 585       | mléčnan železnatý                                                                                                |
| E 620       | kyselina glutamová                                                                                               |
| E 621       | glutaman sodný                                                                                                   |
| E 622       | glutaman draselný                                                                                                |
| E 623       | glutaman vápenatý                                                                                                |
| E 624       | glutaman amonný                                                                                                  |
| E 625       | glutaman hořečnatý                                                                                               |
| E 626       | kyselina guanylová                                                                                               |
| E 627       | guanylát sodný                                                                                                   |
| E 628       | guanylát sodný                                                                                                   |
| E 629       | guanylát draselný                                                                                                |
| E 630       | kyselina inosinová                                                                                               |
| E 631       | inosinát sodný                                                                                                   |
| E 632       | inosinát draselný                                                                                                |
| E 633       | inosinát vápenatý                                                                                                |
| E 634       | vápenaté soli 5'-ribonukleotidů                                                                                  |
| E 635       | sodné soli 5'-ribonukeotidů                                                                                      |
| E 640       | glycin a jeho sodná sůl                                                                                          |
| E 641       | leucin |
| E 650       | octan zinečnatý                                                                                                  |
| E 900       | polydimethylsiloxan                                                                                              |
| E 901       | včelí vosk |
| E 902       | kandelinový vosk                                                                                                 |
| E 903       | karnaubský vosk                                                                                                  |
| E 904       | šelak |
| E 905       | mikrokrystalický vosk                                                                                            |
| E 912       | estery montanových kyselin                                                                                       |
| E 914       | oxidovaný polyethylenový vosk                                                                                    |
| E 920       | L-cystein |
| E 924       | Bromičnan draselný                                                                                               |
| E 927b      | močovina |
| E 938       | argon |
| E 939       | helium |
| E 941       | dusík |
| E 942       | oxid dusný |
| E 943a      | butan |
| E 943b      | isobutan |
| E 944       | propan |
| E 948       | kyslík |
| E 949       | vodík |
| E 950       | acesulfam K |
| E 951       | aspartam |
| E 952       | kyselina cyklamová a její sodná a vápenatá sůl                                                                   |
| E 953       | isomalt |
| E 954       | sacharin a jeho sodná, draselná a vápenatá sůl                                                                   |
| E 957       | thaumatin |
| E 959       | neohesperidin DC                                                                                                 |
| E 965       | maltitol |
| E 966       | laktitol |
| E 967       | xylitol |
| E 999       | extrakt z kvilaje                                                                                                |
| E 1102      | glukosooxidasa                                                                                                   |
| E 1103      | invertáza |
| E 1105      | lysozym |
| E 1200      | polydextrosy |
| E 1201      | polyvinylpyrrolidon                                                                                              |
| E 1202      | polyvinylpolypyrrolidon                                                                                          |
| E 1404      | oxidovaný škrob                                                                                                  |
| E 1410      | fosforečnanový monoester škrobu                                                                                  |
| E 1412      | fosforečnanový diester škrobu                                                                                    |
| E 1413      | monofosforečnan škrobového difosforečnanu                                                                        |
| E 1414      | acetylovaný škrobový difosforečnan                                                                               |
| E 1420      | acetylovaný škrob                                                                                                |
| E 1422      | acetylovaný škrobový adipan                                                                                      |
| E 1440      | hydroxypropylškrob                                                                                               |
| E 1442      | hydroxypropylškrobový disfosforečnan                                                                             |
| E 1450      | škrobový oktenyljantaran sodný                                                                                   |
| E 1451      | acetylovaný oxidovaný škrob                                                                                      |
| E 1505      | triethylcitrát                                                                                                   |
| E 1518      | glyceryltriacetát                                                                                                |
| E 1520      | propylenglykol                                                                                                   |

## Bez kódu
- oktaacetylsacharosa
- polyethylenglykol